# Nuevo Mundo (revue)
Pour les articles homonymes, voir Nuevo Mundo.
Nuevo Mundo est une revue culturelle fondée à Madrid (Espagne) en 1894 par José del Perojo (es) et Mariano Zavala.
Elle est parfois considérée comme « l'une des revues illustrées les plus importantes de l'Espagne du premier tiers de siècle. »

## Histoire

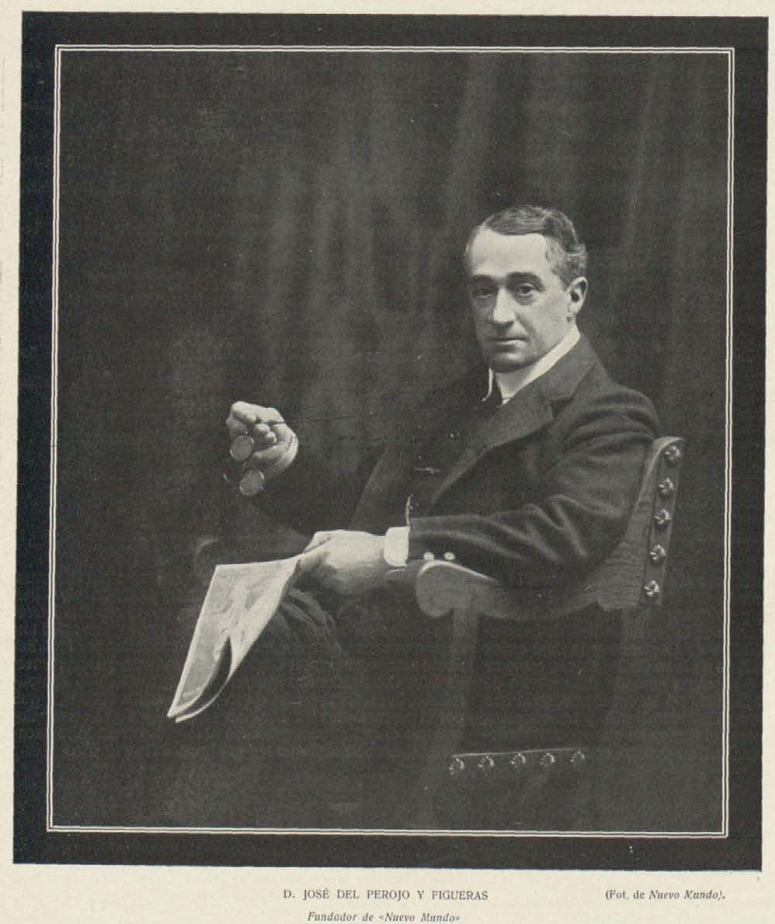
Portrait de parue dans Nuevo Mundo.

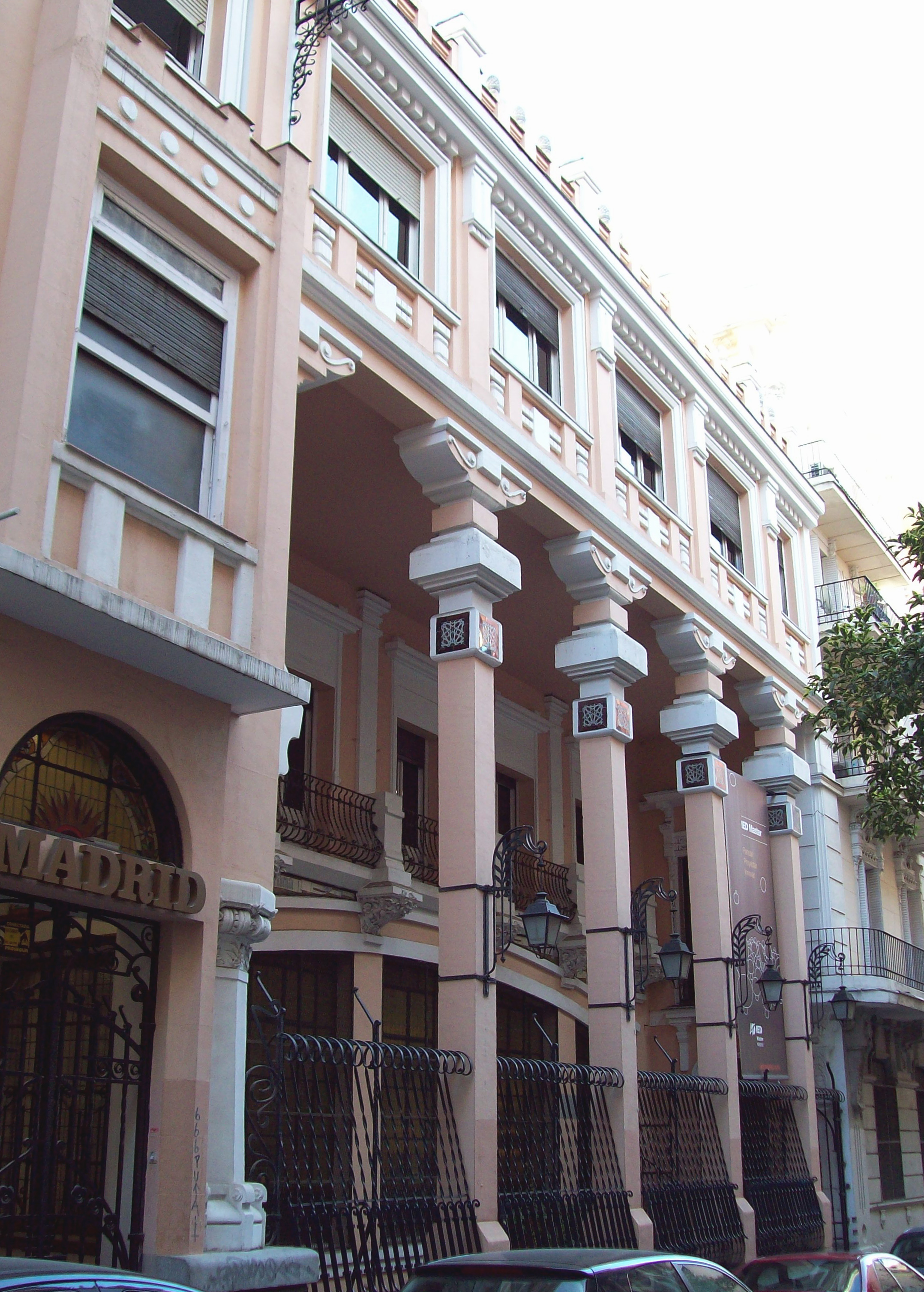
Ancien siège de Nuevo Mundo, calle de Larra 14.

Les fondateurs de Nuevo Mundo (« Nouveau Monde ») sont les journalistes José del Perojo (es) et Mariano Zavala.
Le premier numéro est publié en 1894, de tirage hebdomadaire. La revue commence avec un tirage modeste, avec 5 000 exemplaires au début, mais ira jusqu'à tirer un record de 266 000 exemplaires en 1909, pour le reportage sur le Barranco del Lobo, réalisé par José Demaría López. Entre 1890 et 1926, il propose un supplément publié le dimanche, appelé Por esos mundos (« De par le monde »).
En 1908, la revue déménage son siège à un édifice du no 14 de la calle Larra. Celui-ci est l'œuvre de l'architecte Jesús Carrasco-Muñoz y Encina (es).
À la mort de José del Perojo la même année, une scission dans la rédaction se produit qui aboutit sur la création de la revue Mundo Gráfico par José Demaría López, Verdugo Landi, Mariano Zavala et José María Díaz Casariego en 1911, qui deviendra la publication le plus tirée parmi celles qui utilisent la photographie comme élément central,. Finalement Nuevo Mundo rachètera cette publication en 1913.

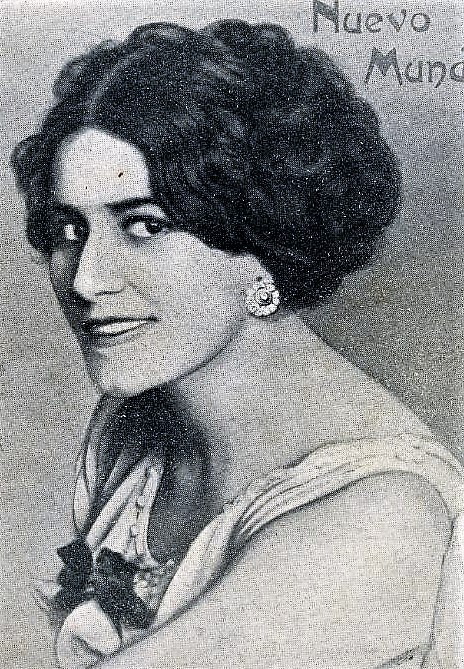
En 1912, la Une avec Carmen Tórtola Valencia.

Nuevo Mundo intègre le groupe éditorial Prensa Gráfica (es) en 1915.
Le dernier numéro de Nuevo Mundo est publié le 28 décembre 1933.

## Un nouveau style de revue
La revue propose un nouveau type de revue en Espagne, en pariant, avec Blanco y Negro, sur l'inclusion d'une quantité importante de photographies, en opposition au style imposé par La Ilustración Española y Americana qui privilégie les gravures.

## Collaborateurs
Ont collaboré dans Nuevo Mundo des auteurs aussi importants que Miguel de Unamuno, José Sánchez Rojas (es), Ramiro de Maeztu, Emilio Bobadilla (es) ou Mariano de Cavia (es).
Les reportages de « Campúa », collaborateur à partir de 1904, étaient très prisés : ses photographies à Tardix, Nador, Annual, el Gurugú et dans le Barranco del Lobo ou les premières instantanées prises par un espagnol à bord d'une montgolfière sont envoyées dans les principales revues dans le monde et triplent le tirage de Nuevo Mundo.
L'illustrateur Mariano Pedrero devient directeur artistique en 1898 et publie des couvertures et des illustrations portant principalement sur la guerre de Cuba :

Couvertures illustrées par Mariano Pedrero
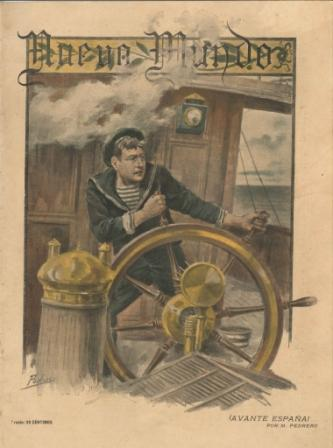
« Avante España », Nuevo Mundo du 20 avril 1898.
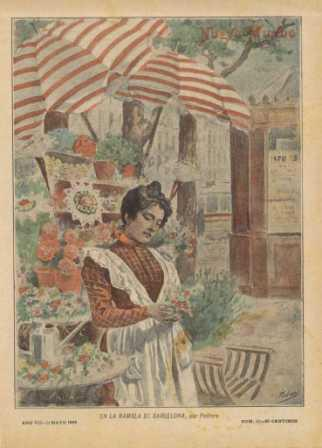
« En la Rambla de Barcelona », Nuevo Mundo du 23 mai 1900.